# Le Plessis-Macé
Pour les articles homonymes, voir Le Plessis.
Le Plessis-Macé est une ancienne commune française située dans le département de Maine-et-Loire, en région Pays de la Loire, devenue le 1er janvier 2016, une commune déléguée de la commune nouvelle de Longuenée-en-Anjou.

## Géographie

### Localisation
Le Plessis-Macé est situé à 13 km au nord-ouest d'Angers sur un point culminant entre La Membrolle-sur-Longuenée à 2 km et La Meignanne à 3 km. La commune est traversée par la route départementale 105 qui mène au château qui porte son nom, propriété du conseil général, et site privilégié du festival d'Anjou.
Le Plessis-Macé est partagé en deux par l'ex-route nationale 162 (devenue la route départementale 775 en 2006), grand axe de communication entre Rennes, Laval, Caen et Angers et qui sera porté à deux fois deux voies pour rejoindre l'A11.
En 1999, le Plessis-Macé a vu la réalisation d'un passage souterrain routier qui permet en toute sécurité de traverser cet axe et de rejoindre le Parc d’Activités d’Angers-La Membrolle, développé en commun avec La Membrolle sur Longuenée.

## Histoire
Le Plessis-Macé (autrefois appelé Plessix-Macé) est le lieu de signature du dernier des trois documents unissant la Bretagne et la France en 1532.
Autrefois, la ville était un enclos entouré de haies naturelles ou artificielles, appelées plesses. Macé vient du latin Mattheus (Matthieu).
Le Plessis appartenait à Matthieu 1er du Plessis, fondateur du prieuré, première cellule religieuse à l'origine de la paroisse.
Le Plessis-Macé, situé sur la partie extrême du Massif armoricain, fut émergé bien avant la vallée de la Mayenne. La forêt de Longuenée couvrait son territoire. Le bourg se développa dans l'une des vastes clairières.
Le fer a été exploité aux VIIe et VIIIe siècles et a permis le développement d'une importante activité de chaudronnerie et d'armurerie dans le village, le commerce étant facilité par les embarquements à la Roussière, port du Plessis jusqu'au XVIIIe siècle.
Les invasions bretonnes puis normandes obligeaient les riverains de la Loire à trouver refuge dans la forêt de Longuenée : le seigneur du Plessis devint ainsi le chef d'un immense territoire. Le développement des villages environnants grâce au commerce et à l'agriculture - parallèlement au défrichement de la forêt - firent progressivement disparaître le rôle militaire du Plessis.
Jusqu'en 1789, on parlait de Ville du Plessis-Macé (agglomération fortifiée, juxtaposée au Château féodal d'un seigneur puissant) ; Macé 1er  (1040-1090) ayant donné sa ville et abandonné ses droits aux moines bénédictins, la ville du Plessis-Macé devint un fief ecclésiastique, soumis à l'autorité exclusive de l'abbé de l'abbaye Saint-Serge d'Angers : le seigneur était maître dans son château et l'abbé dans sa ville.
Au XIVe siècle, le château fut pris et presque démoli par les Anglais ainsi que la ville et l'église, lesquels furent abandonnés pendant presque un siècle.
Louis II de Beaumont-Bressuire, sénéchal du Poitou et ami de Louis XI, restaura le château (1437-1475), le prieuré, l'église et la paroisse. La ville du Plessis restera jusqu'à nos jours ce qu'en fit Louis de Beaumont.
En 1789, toutes les traditions et les droits furent anéantis. La ville devint un tout petit bourg dont le château reste la gloire.

## Politique et administration

### Administration municipale

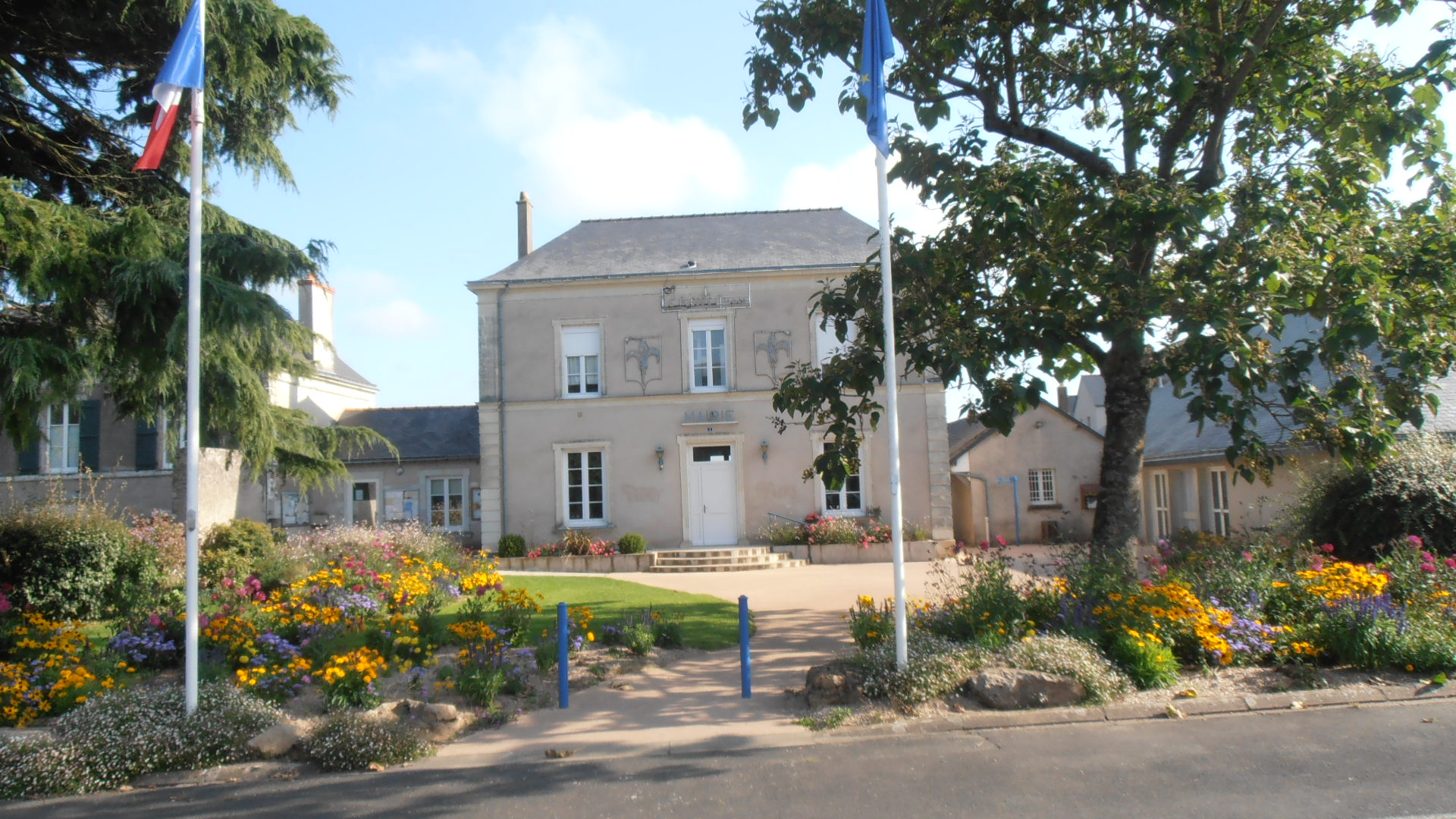
La mairie.

#### Administration actuelle
Depuis le 1er janvier 2016, Le Plessis-Macé constitue une commune déléguée au sein de la commune nouvelle de Longuenée-en-Anjou, et dispose d'un maire délégué.
| Période        | Période        | Identité        | Étiquette | Qualité |
| -------------- | -------------- | --------------- | --------- | ------- |
| janvier 2016   | septembre 2017 | Hervé Racat     |           |         |
| septembre 2017 | en cours       | Sylviane Duarte |           |         |

#### Administration ancienne
| Période                                  | Période       | Identité                    | Étiquette | Qualité |
| ---------------------------------------- | ------------- | --------------------------- | --------- | ------- |
| an IX                                    |               | La Rochegravé               |           |         |
| novembre 1806                            |               | Mathurin Bellier            |           |         |
| février 1807                             |               | Jacques Vaillant            |           |         |
| février 1813                             |               | Charles du Bois de Maquillé |           |         |
| avril 1815                               |               | Alexandre Parage            |           |         |
| juillet 1815                             |               | Charles du Bois de Maquillé |           |         |
| décembre 1817                            |               | Alexandre Parage            |           |         |
| 1837                                     |               | René-Théodore Bourbon       |           |         |
| janvier 1851                             |               | Charles du Bois de Maquillé |           |         |
| janvier 1852                             |               | Alexandre Parage            |           |         |
| juin 1859                                |               | Jos. Rétif                  |           |         |
| 1876                                     |               | Alfred Walsh                |           |         |
| 1878                                     |               | V. de Maquillé              |           |         |
| 1908                                     |               | Charles Vaillant            |           |         |
| 1919                                     |               | Édouard Bazire              |           |         |
| 1935                                     |               | Auguste Vaillant            |           |         |
| 1945                                     |               | Louis Plaçais               |           |         |
| 1965                                     |               | Émile Rousseau              |           |         |
| 1979                                     |               | Georges Pasquier            |           |         |
| 1983                                     |               | René Brin                   |           |         |
|                                          |               |                             |           |         |
| juin 1995                                | 1999          | Élie Robert                 |           |         |
| 2000                                     | mars 2008     | André Fresneau              |           |         |
| mars 2008                                | décembre 2015 | Jean-Pierre Hébé            | DVD       |         |
| Les données manquantes sont à compléter. |               |                             |           |         |

### Ancienne situation administrative
Jusqu'en décembre 2015, la commune est intégrée à la communauté d'agglomération d'Angers Loire Métropole, elle-même membre du syndicat mixte Pays Loire-Angers.
Autres groupements : syndicat Brionneau-Mayenne, SIVM de Longuenée. Ces syndicats intercommunaux sont dissous du fait de la création de Longuenée-en-Anjou.

## Population et société

### Évolution démographique
L'évolution du nombre d'habitants est connue à travers les recensements de la population effectués dans la commune depuis 1800. À partir du 1er janvier 2009, les populations légales des communes sont publiées annuellement dans le cadre d'un recensement qui repose désormais sur une collecte d'information annuelle, concernant successivement tous les territoires communaux au cours d'une période de cinq ans. 
Pour les communes de moins de 10 000 habitants, une enquête de recensement portant sur toute la population est réalisée tous les cinq ans, les populations légales des années intermédiaires étant quant à elles estimées par interpolation ou extrapolation. Pour la commune, le premier recensement exhaustif entrant dans le cadre du nouveau dispositif a été réalisé en 2007,.
En 2013, la commune comptait 1 230 habitants, en évolution de −2,07 % par rapport à 2008 (Maine-et-Loire : +3,3 %, France hors Mayotte : +2,49 %).
| 1800 | 1806 | 1821 | 1831 | 1836 | 1841 | 1846 | 1851 | 1856 |
| ---- | ---- | ---- | ---- | ---- | ---- | ---- | ---- | ---- |
| 261  | 338  | 514  | 416  | 416  | 431  | 463  | 454  | 431  |

| 1861 | 1866 | 1872 | 1876 | 1881 | 1886 | 1891 | 1896 | 1901 |
| ---- | ---- | ---- | ---- | ---- | ---- | ---- | ---- | ---- |
| 416  | 403  | 399  | 433  | 375  | 370  | 361  | 338  | 329  |

| 1906 | 1911 | 1921 | 1926 | 1931 | 1936 | 1946 | 1954 | 1962 |
| ---- | ---- | ---- | ---- | ---- | ---- | ---- | ---- | ---- |
| 308  | 301  | 276  | 255  | 255  | 260  | 268  | 294  | 282  |

| 1968 | 1975 | 1982 | 1990 | 1999 | 2007  | 2012  | 2013  | - |
| ---- | ---- | ---- | ---- | ---- | ----- | ----- | ----- | - |
| 323  | 488  | 743  | 770  | 950  | 1 208 | 1 256 | 1 230 | - |

### Pyramide des âges
La population de la commune est relativement jeune. Le taux de personnes d'un âge supérieur à 60 ans (9,1 %) est en effet inférieur au taux national (21,8 %) et au taux départemental (21,4 %).
À l'instar des répartitions nationale et départementale, la population féminine de la commune est supérieure à la population masculine. Le taux (50,4 %) est du même ordre de grandeur que le taux national (51,9 %).
La répartition de la population de la commune par tranches d'âge est, en 2008, la suivante :
- 49,6 % d’hommes (0 à 14 ans = 28 %, 15 à 29 ans = 17,9 %, 30 à 44 ans = 27,5 %, 45 à 59 ans = 17,7 %, plus de 60 ans = 8,9 %) ;
- 50,4 % de femmes (0 à 14 ans = 29,7 %, 15 à 29 ans = 13,8 %, 30 à 44 ans = 30 %, 45 à 59 ans = 17,1 %, plus de 60 ans = 9,4 %).

| Hommes | Classe d’âge | Femmes |
| ------ | ------------ | ------ |
| 0,0    | 90 ans ou +  | 0,2    |
| 2,2    | 75 à 89 ans  | 2,5    |
| 6,7    | 60 à 74 ans  | 6,7    |
| 17,7   | 45 à 59 ans  | 17,1   |
| 27,5   | 30 à 44 ans  | 30,0   |
| 17,9   | 15 à 29 ans  | 13,8   |
| 28,0   | 0 à 14 ans   | 29,7   |

| Hommes | Classe d’âge | Femmes |
| ------ | ------------ | ------ |
| 0,4    | 90 ans ou +  | 1,1    |
| 6,3    | 75 à 89 ans  | 9,5    |
| 12,1   | 60 à 74 ans  | 13,1   |
| 20,0   | 45 à 59 ans  | 19,4   |
| 20,3   | 30 à 44 ans  | 19,3   |
| 20,2   | 15 à 29 ans  | 18,9   |
| 20,7   | 0 à 14 ans   | 18,7   |

### Vie locale
Le collège le plus proche se situe à Montreuil-Juigné, dont le secteur concerne les communes de Cantenay-Epinard, Feneu, La Membrolle-sur-Longuenée, Plessis-Macé, Soulaire et Bourg, Montreuil-Juigné, La Meignanne.
Tous les ans se déroule le festival d'Anjou, principalement au château du Plessis-Macé. En 2015, plus de 23 000 spectateurs on assisté au festival.

## Économie
Sur 57 établissements présents sur la commune à fin 2010, 18 % relevaient du secteur de l'agriculture (pour une moyenne de 17 % sur le département), aucun du secteur de l'industrie, 18 % du secteur de la construction, 56 % de celui du commerce et des services et 9 % du secteur de l'administration et de la santé.

## Culture locale et patrimoine

### Lieux et monuments

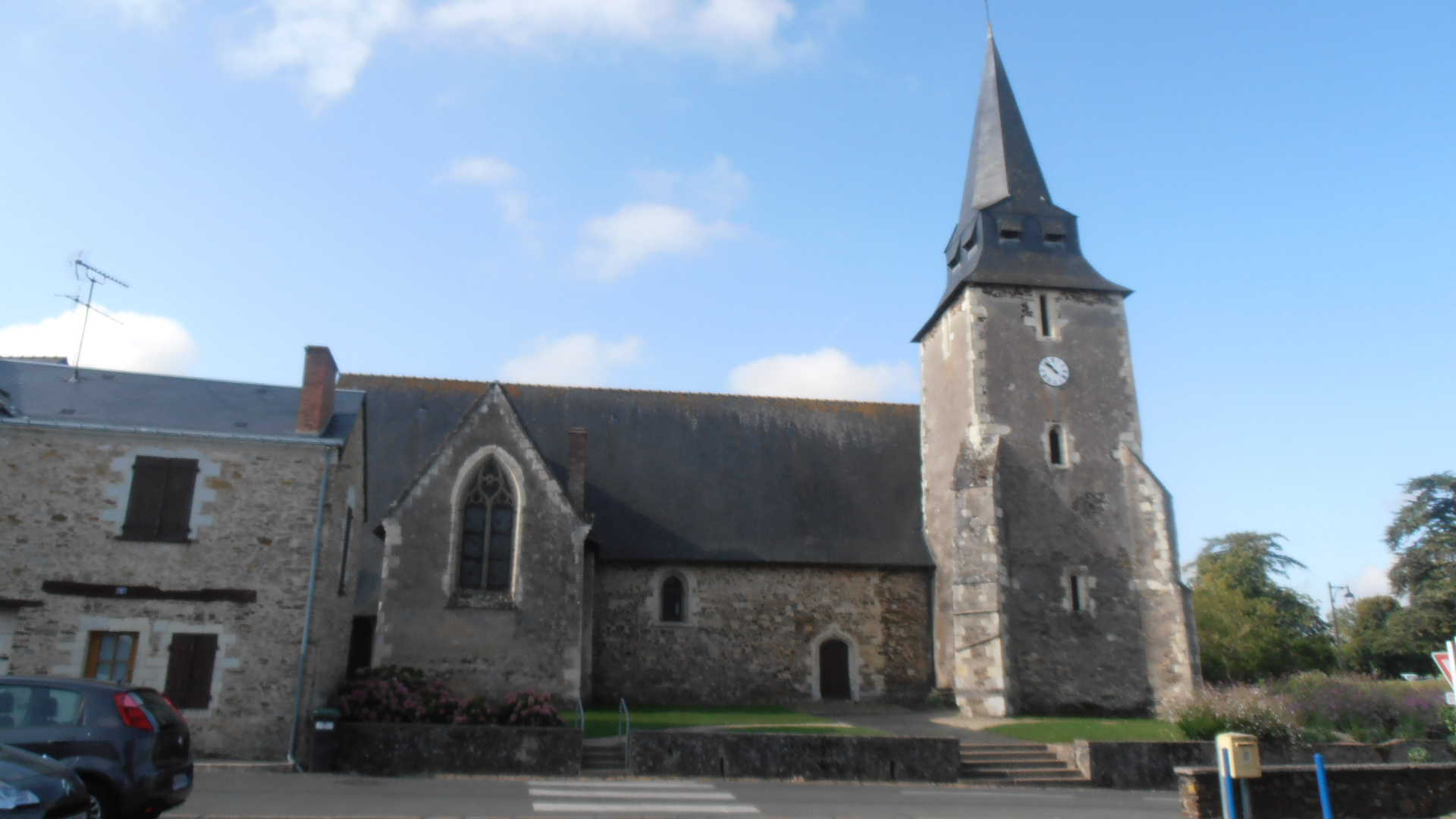
L'église Saint-Pierre.

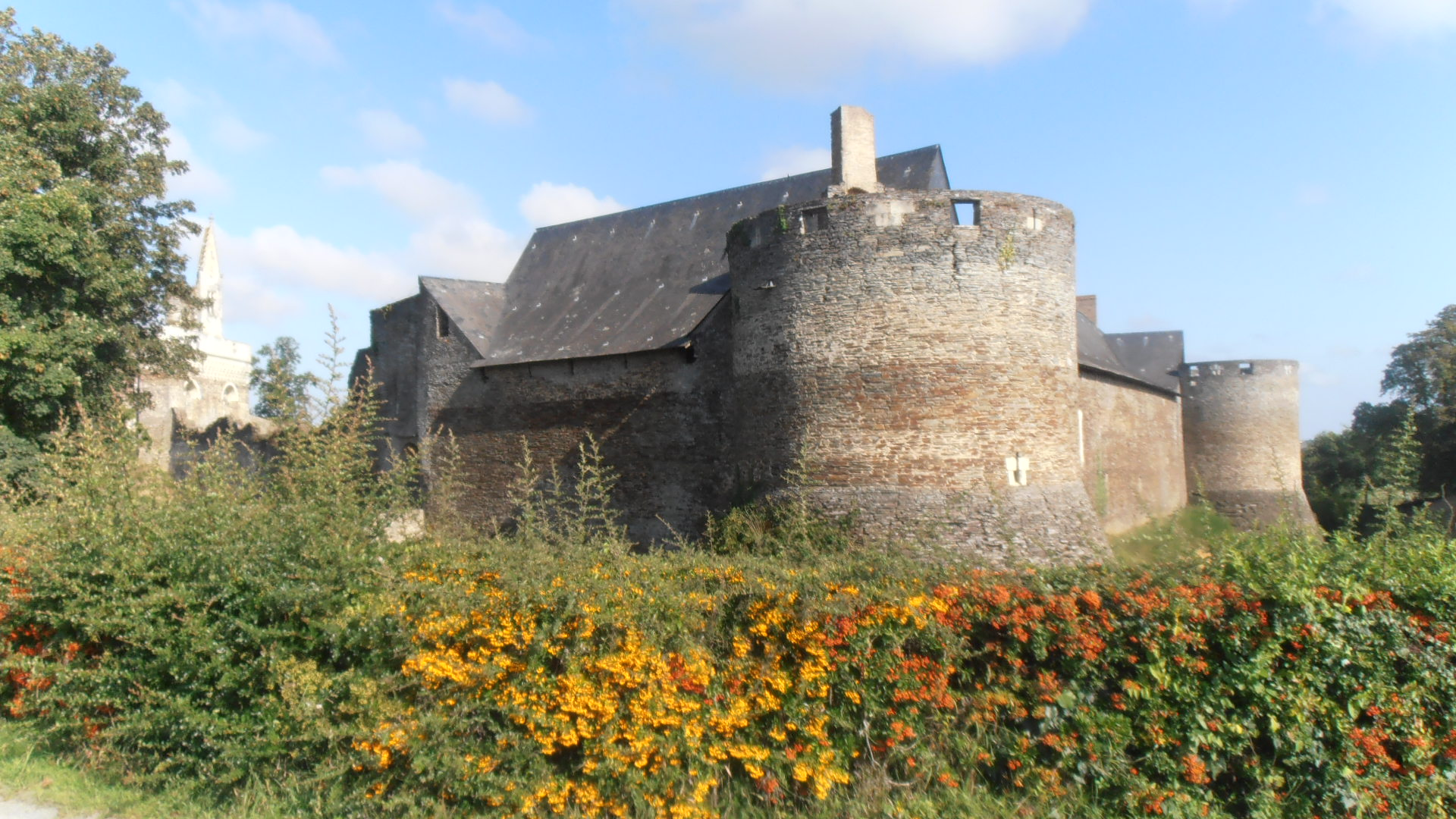
Une partie du château vue depuis le village.

- Château du Plessis-Macé, XIIe et XVe siècles, accueillant le festival d'Anjou, classé aux Monuments historiques[18].
- Église Saint-Pierre, 1472.

### Personnalités liées à la commune
- Marc Goua (1940- ), député-maire de Trélazé, est né sur la commune.